# Lythria rubrior
Lythria rubrior är en fjärilsart som beskrevs av Hans-Joachim Hannemann 1917. Lythria rubrior ingår i släktet Lythria och familjen mätare. Inga underarter finns listade i Catalogue of Life.